# Майкл Роджерс
Майкл Роджерс (англ. Michael Rodgers; нар. 24 квітня 1985) — американський легкоатлет, який спеціалізується в спринті, чемпіон Панамериканських ігор (2019), чемпіон та призер світових першостей у спринтерських та естафетних дисциплінах. Учасник Олімпійських ігор (2016).
У 2011—2012 був дискваліфікований на 9 місяців за порушення антидопінгових правил.
У віці 34 років спортсмен поповнив свій медальний доробок «золотом» в естафеті 4×100 метрів на чемпіонату світу-2019.